# Lauro Sérgio Versiani Barbosa

Bischofswappen von Lauro Sérgio Versiani Barbosa

Lauro Sérgio Versiani Barbosa (* 29. April 1959 in Ouro Preto, Minas Gerais) ist ein brasilianischer Geistlicher und römisch-katholischer Bischof von Colatina.

## Leben
Lauro Sérgio Versiani Barbosa absolvierte zunächst ein Studium der Philosophie und der Geschichtswissenschaft an der Universidade Federal de Minas Gerais, bevor er von 1991 bis 1994 Katholische Theologie an der Theologischen Fakultät der Jesuiten in Belo Horizonte studierte. Am 2. September 1995 empfing er durch den Erzbischof von Mariana, Luciano Pedro Mendes de Almeida SJ, das Sakrament der Priesterweihe.
Barbosa war als Direktor des philosophischen Instituts des Priesterseminars São José (1994–1998) und als Pfarrvikar der Pfarrei Sagrado Coração de Jesus in Mariana (1995–1998) tätig. 1999 wurde er für weiterführende Studien nach Rom entsandt, wo er 2001 an der Päpstlichen Universität Gregoriana ein Lizenziat im Fach Dogmatik erwarb. Nach der Rückkehr in seine Heimat war Lauro Sérgio Versiani Barbosa von 2001 bis 2012 erneut Pfarrvikar der Pfarrei Sagrado Coração de Jesus in Mariana und von 2002 bis 2005 Direktor des theologischen Instituts des Priesterseminars São José. Von 2005 bis 2011 wirkte er als Direktor des diözesanen Ausbildungszentrums für Ständige Diakone São Lourenço und von 2006 bis 2014 als Regens des Priesterseminars des Erzbistums Mariana. Zusätzlich war er von 2007 bis 2011 Präsident der Organisation der Priesterseminare in der Region Leste 2 der Brasilianischen Bischofskonferenz. Ab 2014 war Barbosa Pfarrer der Pfarrei Nossa Senhora do Rosário de Fátima in Viçosa sowie ab 2017 Direktor der Kultur- und Bildungsstiftung des Erzbistums Mariana und Domherr an der Kathedrale von Mariana. Zudem war er von 2016 bis 2019 Bischofsvikar für die Pastoralregion Leste sowie Mitglied des Konsultorenkollegiums, des Priesterrats, des erzbischöflichen Pastoralrats, des Diözesanvermögensverwaltungsrats und des Beirats der Stiftung Marianense. Daneben wirkte Barbosa von 2014 bis 2018 als Postulator der diözesanen Phase des Seligsprechungsprozesses für Luciano Pedro Mendes de Almeida.
Am 27. Oktober 2021 ernannte ihn Papst Franziskus zum Bischof von Colatina. Der Erzbischof von Mariana, Airton José dos Santos, spendete ihm am 25. Januar 2022 in der Kirche Nossa Senhora do Rosário de Fátima in Viçosa die Bischofsweihe; Mitkonsekratoren waren der emeritierte Erzbischof von Mariana, Geraldo Lyrio Rocha, und der emeritierte Bischof von Oliveira, Francisco Barroso Filho. Sein Wahlspruch Caritas Christi urget („Die Liebe Christi drängt“) stammt aus 2 Kor 5,14 . Die Amtseinführung erfolgte am 2. Februar 2022.